# Thomisus shivajiensis
Thomisus shivajiensis är en spindelart som beskrevs av Benoy Krishna Tikader 1965. Thomisus shivajiensis ingår i släktet Thomisus och familjen krabbspindlar. Inga underarter finns listade i Catalogue of Life.